# Võ Văn Kiệt
Võ Văn Kiệt, né le 23 novembre 1922 à Vĩnh Long et mort 11 juin 2008 à Singapour, est un homme d'État vietnamien qui est Premier ministre du Viêt Nam de 1991 à 1997.

## Biographie
Võ Văn Kiệt adhère au Parti communiste indochinois en 1938.
Il prend part à la guerre d'Indochine dans les rangs du Việt Minh dont il est un cadre important. Lors de la guerre du Viêt Nam, il est un membre influent du bureau politique du Viêt-Cong.
En 1982, il devient commissaire au Plan à Hanoï. Il contribue beaucoup à la libéralisation économique — opérée sous le nom de doi moi (rénovation) — du Viêt Nam. Il est Premier ministre de 1991 à 1997, date de sa démission pour laisser la place aux jeunes. 
Il meurt le 11 juin 2008 d'une pneumonie dans un hôpital de Singapour et son corps est rapatrié aussitôt à Hô Chi Minh-Ville.